# Tricky TV
Tricky TV ist eine moderne Zaubershow für Kinder die auf Independent Television lief. In Deutschland wurde sie auf Super RTL ausgestrahlt. Moderator war Stephen Mulhern, der ab der 3. Staffel (2010) von Kindern unterstützt wurde.

## Inhalt
Stephen Mulhern erklärte in der Show Tricky TV hinter den scheinbar unerklärlichen Phänomenen von sogenannten Zaubertricks steckt. Stephen war zuvor als Mitglied des „Magic Circle“ mit seiner Zaubershow in Großbritannien unterwegs und kennt so viele Tricks und deren Hintergründe. Die Sendereihe war für Kinder ab sechs Jahren gedacht.
Tricky TV war in unterschiedliche Abschnitte aufgeteilt. So werden beispielsweise in Klüger als Betrüger Gaunertricks aufgedeckt. Am Ende jeder Show wurden in der Rubrik „Tricky TV Geheimbund“ die Tricks Schritt-für-Schritt erklärt.
In der 1. Staffel (10 Folgen) hatte Mulhern jeweils einen Gast (unter anderem Rachel Stevens, Jack Osbourne, Peter Andre), der an den Tricks und oft auch am Schlusskurs „Tricky TV Geheimbund“ teilnahm.
In der 2. Staffel (13 Folgen) war, anstelle der wechselnden Gäste, Holly Willoughby Mulherns Assistentin im Schlusskurs. In Folge 3 wird die Wachsfigur von David Beckham zum Leben erweckt.
Ab der 3. Staffel trat Stephen Mulhern mehr in den Hintergrund und ermöglichte einem Team von jungen Zauberern (Tricky Team) die Illusionen vorzuführen.

## Tricky Quickies
Tricky Quickies war eine abgespeckte Version der Show, mit einer Dauer von 5 Minuten. 